# Tysk-österrikiska backhopparveckan 1979/1980
Tysk-österrikiska backhopparveckan 1979/1980 ingick i backhoppningsvärldscupen 1979/1980. 
Man hoppade i Oberstdorf den 30 december 1979, den 1 januari 1980 hoppade man i Garmisch-Partenkirchen och den 4 januari 1980 hoppade man i Innsbruck. Sista deltävlingen i Bischofshofen hoppades den 6 januari 1980.

## Oberstdorf
- Datum: 30 december 1979
- Land:  Västtyskland
- Backe: Schattenbergschanze

| Placering | Hoppare           | Land          | Poäng |
| --------- | ----------------- | ------------- | ----- |
| 01        | Jochen Danneberg  | Östtyskland   | 248,2 |
| 02        | Hubert Neuper     | Österrike     | 243,5 |
| 03        | Alfred Groyer     | Österrike     | 241,8 |
| 04        | Keijo Korhonen    | Finland       | 241,0 |
| 05        | Harald Duschek    | Östtyskland   | 239,0 |
| 06        | Takafumi Kawabata | Japan         | 235,2 |
| 07        | Klaus Ostwald     | Östtyskland   | 234,3 |
| 08        | Per Bergerud      | Norge         | 233,1 |
| 08        | Vladimir Vlasov   | Sovjetunionen | 233,1 |
| 010       | Martin Weber      | Östtyskland   | 232,7 |

## Garmisch-Partenkirchen
- Datum: 1 januari 1980
- Land:  Västtyskland
- Backe: Große Olympiaschanze

| Placering | Hoppare         | Land          | Poäng |
| --------- | --------------- | ------------- | ----- |
| 01        | Hubert Neuper   | Österrike     | 232,2 |
| 02        | Jari Puikkonen  | Finland       | 230,4 |
| 03        | Johan Sætre     | Norge         | 229,7 |
| 04        | Hirokazu Yagi   | Japan         | 224,6 |
| 05        | Alfred Groyer   | Österrike     | 224,3 |
| 06        | Stanisław Bobak | Polen         | 224,1 |
| 07        | Steve Collins   | Kanada        | 223,7 |
| 08        | Henry Glass     | Östtyskland   | 223,6 |
| 09        | Pentti Kokkonen | Finland       | 221,4 |
| 010       | Vladimir Vlasov | Sovjetunionen | 221,0 |

## Innsbruck
- Datum: 4 januari 1980
- Land:  Österrike
- Backe: Bergiselschanze

| Placering | Hoppare           | Land          | Poäng |
| --------- | ----------------- | ------------- | ----- |
| 01        | Hubert Neuper     | Österrike     | 250,5 |
| 02        | Hansjörg Sumi     | Schweiz       | 242,0 |
| 03        | Henry Glass       | Östtyskland   | 239,0 |
| 04        | Jari Puikkonen    | Finland       | 238,9 |
| 05        | Klaus Ostwald     | Östtyskland   | 238,7 |
| 06        | Martin Weber      | Östtyskland   | 237,2 |
| 07        | Roger Ruud        | Norge         | 236,9 |
| 08        | Johan Sætre       | Norge         | 232,5 |
| 09        | Klaus Tuchsherer  | Österrike     | 230,7 |
| 09        | Aleksej Borovitin | Sovjetunionen | 230,7 |

## Bischofshofen
- Datum: 6 januari 1980
- Land:  Österrike
- Backe: Paul-Ausserleitner-Schanze

| Placering | Hoppare          | Land        | Poäng |
| --------- | ---------------- | ----------- | ----- |
| 01        | Martin Weber     | Östtyskland | 230,4 |
| 02        | Henry Glass      | Östtyskland | 227,2 |
| 03        | Piotr Fijas      | Polen       | 226,8 |
| 04        | Harald Duschek   | Östtyskland | 225,7 |
| 05        | Manfred Deckert  | Östtyskland | 220,7 |
| 06        | Thomas Meisinger | Östtyskland | 220,1 |
| 07        | Jari Puikkonen   | Finland     | 219,7 |
| 08        | Klaus Ostwald    | Östtyskland | 219,2 |
| 09        | Alfred Groyer    | Österrike   | 214,6 |
| 010       | Hubert Neuper    | Österrike   | 213,9 |

## Slutställning
| Placering | Hoppare          | Land          | Poäng |
| --------- | ---------------- | ------------- | ----- |
| 01        | Hubert Neuper    | Österrike     | 940,1 |
| 02        | Henry Glass      | Östtyskland   | 912,9 |
| 03        | Martin Weber     | Östtyskland   | 912,7 |
| 04        | Klaus Ostwald    | Östtyskland   | 912,3 |
| 05        | Alfred Groyer    | Österrike     | 904,0 |
| 06        | Harald Duschek   | Östtyskland   | 897,0 |
| 07        | Jochen Danneberg | Östtyskland   | 893,4 |
| 08        | Piotr Fijas      | Polen         | 888,3 |
| 09        | Johan Sætre      | Norge         | 885,2 |
| 010       | Vladimir Vlasov  | Sovjetunionen | 880,9 |